# 颶風諾瑪 (2023年)
颶風諾瑪（英語：Hurricane Norma）是2023年10月吹襲墨西哥太平洋沿岸的4個熱帶氣旋之一。其為2023年太平洋颶風季的第17個熱帶低氣壓、第14個獲命名風暴、第9個颶風和第7個大型颶風。諾瑪源自於2023年10月15日在墨西哥南部海岸形成的一個低壓區。低壓區在隨後數日逐漸向西移動，於10月17日發展為熱帶風暴，並命名為諾瑪（Norma）。諾瑪隨後向北轉向，迅速增強為4級颶風。但不太有利的環境導致其在接近下加利福尼亞半島時逐漸減弱。諾瑪其後以1級颶風的強度登陸南下加利福尼亞州，並在穿越該州時繼續減弱。風暴於10月22日移入加利福尼亞灣，並於次日以熱帶低氣壓的強度在錫那羅亞州登陸，最後在墨西哥上空迅速消散。
諾瑪導致墨西哥西北部出現嚴重洪水，南下加利福尼亞州的部分地區錄得近480毫米的雨量，卡波聖盧卡斯和拉巴斯等城市大量樹木，房屋和船隻遭到破壞。全州損失達到2億墨西哥比索（1110萬美元）。諾瑪亦在錫那羅亞州造成3人死亡，並造成2.205億墨西哥比索（1220萬美元）的損失。

## 氣象歷史
10月15日，墨西哥南部海岸以南形成一個低壓區，其結構較為鬆散，需要較長時間整合。但在隨後數天，因應海溫炎熱，垂直風切微弱的良好環境，低壓區開始迅速整合，10月17日下午，低壓區達到熱帶風暴強度，國家颶風中心將其命名為「諾瑪」（Norma）。
在優良的環境下，諾瑪開始迅速增強，強度亦持續上升，10月18日晚上，國家颶風中心將其升格為一級颶風。10月19日上午，國家颶風中心直接將其升格為三級颶風。與此同時，諾瑪的環流中心被深厚對流雲團圍繞，而且開始發展出風眼結構。10月19日下午，諾瑪增強為四級颶風，其最大持續風速在短短24小時內便從每小時115公里上升到每小時210公里。
諾瑪在達到頂峰後，開始移入垂直風切變較高的海域，結構受破壞，強度開始下降。10月20日上午，國家颶風中心將其降格為三級颶風。下午，國家颶風中心將其降格為二級颶風。10月21日下午8時，諾瑪於墨西哥南下加利福尼亞州卡波聖盧卡斯登陸。諾瑪在移入加利福尼亞灣後，強度已經和之前相差甚遠，強烈的垂直風切變加上捲入乾空氣，使諾瑪在接近錫那羅亞州海岸時持續減弱。10月23日下午4時，諾瑪在錫那羅亞州埃爾多拉多附近登陸，受墨西哥西部崎嶇的地形影響，諾瑪的結構迅速瓦解，隨後減弱為後熱帶氣旋。

## 準備工作和影響
國家颶風中心在諾瑪登陸之前分別發布熱帶風暴和颶風警告，並預計墨西哥西北部部分地區的降雨總量將高達460毫米 。南下加利福尼亞州和錫那羅亞州關閉全部學校。洛斯卡沃斯國際機場和拉巴斯國際機場在諾瑪登陸前關閉 。錫那羅亞州共開設120個避難所作避難用途 。墨西哥總統洛佩斯·奧夫拉多爾（Andres Manuel Lopez Obrador）部署墨西哥海軍成員，協助受諾瑪影響的居民。

### 錫那羅亞州
諾瑪在10月23日以熱帶低氣壓強度登陸錫那羅亞州，為該州帶來近300毫米的暴雨，並且造成南部地區大面積停電 。諾瑪亦造成3人死亡，其中2人死於與車輛有關的事故，另有1名3歲兒童因觸電而死亡。諾瑪在影響錫那羅亞州期間共造成總計2.205億墨西哥比索（1220萬美元）的損失 。